# Rikako Aida
Rikako Aida (逢田 梨香子 Aida Rikako?, nacida el 8 de Agosto de 1992) previamente conocida con el nombre artístico Rikako Itō (伊藤 梨花子 Itō Rikako), es una seiyū y cantante japonesa. Es conocida por darle la voz a Riko Sakurauchi de Love Live! Sunshine!!. Está afiliada a Ken Production. En 2019, su canción "Ordinary Love" se usó como tema final de la serie de anime Senryu Shōjo y en 2020 su sencillo "for..." se usó como tema de apertura del anime Val x Love.

## Filmografía

### Anime
2015
- Concrete Revolutio - Chico Joven (episodio 1)

2016
- Boku no Hero Academia - Amigo de Katsuki (episodio 7)
- Kōtetsujō no Kabaneri - Citizen (ep 4), Ichinoshin (ep 2), Sei (ep 3)
- Love Live! Sunshine!! - Riko Sakurauchi
- Macross Delta - Mujer (episodio 14)

2017
- Blend S - Estudiante (episodio 8)
- Love Live! Sunshine!! 2nd Season - Riko Sakurauchi
- Sakurada Reset - Sawako Sera

2018
- Pop Team Epic - Iyo Sakuraba (ep 5), Mary-san (ep 4)

2019
- Senryū Shōjo - Koto Ōtsuki
- Val x Love - Shino Saotome

2021
- Mashiro no Oto - Yuna Tachiki
- Little Battlers Experience - Riko
- Shiroi Suna no Aquatope - Fūka Miyazawa[6]

2023
- Genjitsu no Yohane Sunshine in the Mirror - Riko Sakurauchi

### Películas de Anime
2019
- Kōtetsujō no Kabaneri: Unato Kessen - Ichinoshin, Miyuki
- Love Live! Sunshine!! The School Idol Movie Over the Rainbow - Riko Sakurauchi

### Videojuegos
- Hyperdevotion Noire: Goddess Black Heart - Poona (como Rikako Itō)[7] y EM-2[8]
- Love Live! School Idol Festival - Riko Sakurauchi
- Girls' Frontline - HK CAWS[9] y EM-2[8]
- Love Live! School Idol Festival All-Stars - Riko Sakurauchi
- Magia Record - Maria Yuki

## Discografía

### Álbumes
| Año  | Detalles del Álbum                                        | Catálogo No. | Oricon chart |
| ---- | --------------------------------------------------------- | ------------ | ------------ |
| 2019 | Principal - Fecha de lanzamiento: 19 de junio de 2019     | AZZS-88      | 4            |
| 2020 | Curtain raise - Fecha de lanzamiento: 31 de junio de 2020 | AZCS-1089    | 6            |
| 2021 | Fiction - Fecha de lanzamiento: 24 de febrero de 2021     | AZCS-1097    | 14           |

### Sencillos
| Año  | Canción | Álbum         |
| ---- | --- | ------------- |
| 2019 | ORDINARY LOVE - Senryū Shōjo ending - Fecha de lanzamiento: 5 de abril de 2019 - Formato: Descarga digital | Curtain raise |
| 2019 | for... - Val x Love opening - Fecha de lanzamiento: 13 de noviembre de 2019                                | Curtain raise |
| 2020 | Blue Hour - Fecha de lanzamiento: 7 de agosto de 2020 - Formato: Descarga digital                          | TBA           |